# サニー・レオーネ
サニー・レオーネ Sunny Leone（本名Karen Malhotra、カナダ・オンタリオ州サーニア出身、1981年5月13日 - ）は、インド系カナダ人のポルノ女優。2003年のペントハウス誌のペット・オブ・ザ・イヤー。インドをルーツに持つ数少ないポルノ女優の1人である。サニーは弟の名前であり、レオーネはペントハウス誌の元オーナー、ボブ・グッチョーネによって名付けられたと主張している。

## 生い立ち
インドから移住した両親のもとカナダで生まれた。父親はチベットで生まれ、デリーで育った。母親（2008年に他界）はヒマーチャル・プラデーシュ州のナハンという小さな町の出身である。少女時代、彼女は非常に運動能力に優れ、男の子とストリートホッケーをプレーし、近所の凍った湖でアイススケートを楽しみ、一日中雪の中で遊んだ後、たき火の前でホットチョコレートを飲んだ。
シク教徒として育ったにもかかわらず、両親はカトリックの学校に入れた。11歳で初めてのキスをし、17歳で他校のバスケットボール選手に処女を捧げた。そして18歳の時には自分がバイセクシャルである事に気付いた。15歳の時に一家はグリーンカードを取得し、アメリカ合衆国に移住した。一家は最初にミシガン州フォートグラティオット、次にカリフォルニア州レイクフォレストに移り、最終的にカリフォルニア州オレンジ郡に腰を落ちつけた。この地において祖父母を含めた全員が1つの場所に暮らすという夢が実現した。1999年にハイスクールを卒業し、大学に進学した。

## キャリア

### 初期
娯楽業界に入る前に、ジャーマン・ベーカリー、ジフィー・ルーブ（フランチャイズの自動車修理屋）、税金・年金管理事務所で働いた。
オレンジ郡で小児科の看護師になるために勉強していた時、エキゾチック・ダンサーであった同級生がエージェントのジョン・スティーブンスに紹介し、スティーブンスは更にペントハウス誌のカメラマン、ジェイ・アレンに紹介した。彼女はペントハウス誌2001年3月号のペントハウス・ペットとして、続いてハスラー誌2001年ホリデー号のハスラーハニーとして、センターフォールド（中央見開きページ）を飾った。またレオーネは 「Cheri」、「Mystique Magazine」、 「ハイソサエティ」、「Swank」、「AVN Online」、「Leg World」、「Club International」、「Lowrider」などの他の多くの雑誌のグラビアページを飾り、 オンライン上でも「ModFX Models」、「Suze Randall's SUZE.NET」、「Mac & Bumble」などのサイトを彩った。
2003年、ペントハウス・ペット・オブ・ザ・イヤーに選出され、テラ・パトリック、カイラ・コールと共にビデオ『Penthouse Pets in Paradise』に出演した。レオーネは印刷媒体の仕事に加え、ビデオ・ディレクターのエド・フォックス、プレイタイム・ビデオ社と組んでパンティストッキングのモデルも務めた。2005年、性具やポルノビデオのマーケティング会社アダム&イブ (Adam & Eve) は、彼女を西海岸のインターネットセールス代表者に任命した。

### ポルノ映画界

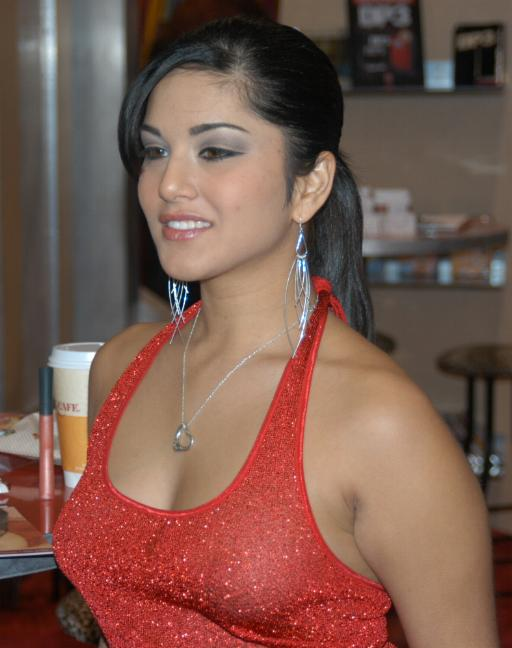
2005年AVNアワードにて

2003年、ハードコアポルノの世界に入り、業界最大手のビビッド・エンターテインメントとレズビアンシーン限定の3年契約を結んだ。デビュー作は『Sunny』というタイトルで2005年12月にリリースされた。次の作品『Virtual Vivid Girl Sunny Leone』は、初のインタラクティブDVDで、またこの種の映画に登場した最初のビビッド・ガールにもなった。わずか4日で撮影されたこの映画は、レオーネにとって初のAVNアワード（最優秀インタラクティブDVD）獲得作となり、約半年で15,000本が売れた。続く『Sunny loves Cher』では彼女のスクリーン上での初の潮吹きを観る事ができる。
2007年1月にはデイジー・マリー、ミケイラと共演した『The Female Gardener』が発売された。3月にはXRCO殿堂入りの名作『デビー・ダズ・ダラス』をリメイクする様子を描いた擬似ドキュメンタリー『デビー・ダズ・ダラス・アゲイン (Debbie Does Dallas ... Again)』に出演した。ビビッドとの最初の契約下におけるレオーネの最後の2作品はブラジルで撮影された『It's Sunny in Brazil』と、モニク・アレクサンダー、ブレア・リンと共演した『The Sunny Experiement』で、それぞれ2007年10月と12月にリリースされた。

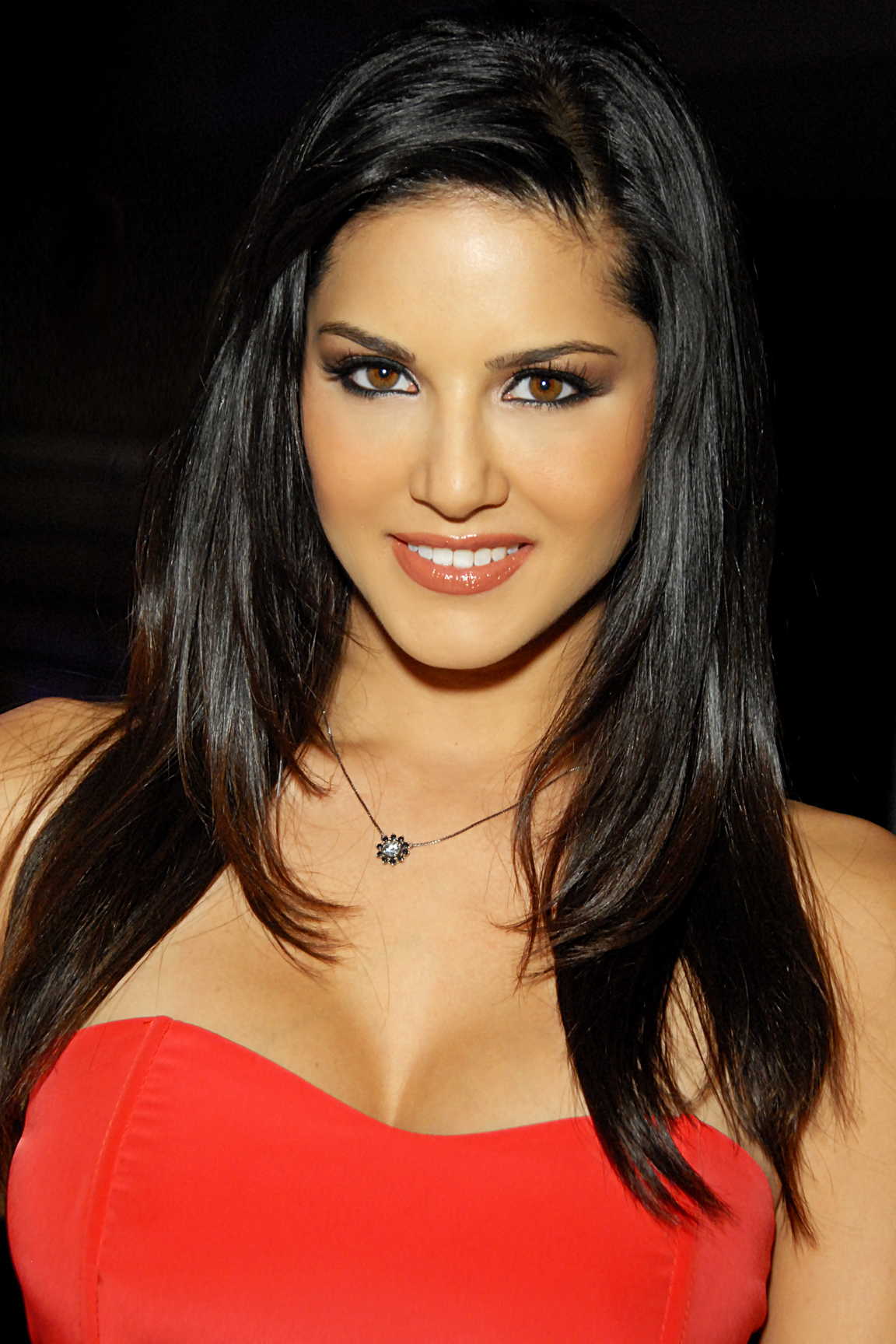
2012年

2007年5月、新たに6本の映画のためにビビッドと再契約を結んだ際にレオーネは初めてスクリーン上で男性と性行為を演じる事に同意した。但し相手役はフィアンセであるマット・エリクソンに限定された。夏に彼女は豊胸手術を受け、新しい契約による最初の映画『Sunny Loves Matt』を撮った。この映画は2008年3月に発売された。2008年10月に公開された次の映画『The Other Side of Sunny』でサニーは再度エリクソンと絡んだが、これが最後の共演となった。2008年8月、レオーネはエリクソンとの婚約を解消し、他の男優、トミー・ガン、チャールズ・デラ、ジェームズ・ディーンなどとハードコア・シーンを演じた事を明らかにした。
2013年に引退。

### マルチ展開
オンライン上でも公式サイトのsunnyleone.comや系列サイトのsunnysmoney.com及びsunnysfriends.comで大規模な進出を果たしている。PPPcard、AdultPokerParty.com、Brickhouse、Flirt4Free、Totemcash、Imliveなどの会社と提携して自身のコンテンツをインターネットや他のメディアを通じて販売し、流通させることにより、オンライン上での人気を高める事に成功した。ウェブサイトと関連事業者は、彼女の会社Leone L.L.C.の下で稼働している。
映画の仕事に加え、ビビッド・コメディ・ツアーの1員となり、ビビッド・フットウェア・コレクションのモデルを務めた。ビビッド/クラブジェナ・ランジェリー・ボウルや、ビビッド・ホット・ロッド・ナイトのようなイベントにも参加した。2006年、ドク・ジョンソン・エンタープライズは彼女の膣から型をとったオナホールを売り出し、2008年にはサニー・レオーネの名を冠したバイブレータを発売した。
Genesis誌の2008年度「ポルノスター・トップ100」における人気投票で2007年の41位から13位に上昇した。2008年3月、Danni.comのダニーガール・オブ・ザ・マンスに選ばれた。同年８月、パートナーのダニエル・ウェーバーと彼女自身のスタジオ「サンラスト・ピクチャーズ」を立ち上げた事を公表した。新たな挑戦として自身で脚本を書き、監督した自分のブランドのポルノ映画をビビッド・エンターテインメントを通して配給する計画を立てている。新会社からの最初の発売は2009年1月1日の予定である。また彼女にはサニー・ブランドのランジェリーやダイヤモンドジュエリーなどの製品を販売する計画がある事も表明している。

## 一般への露出

### 映画
レオーネは2004年の映画『ガール・ネクスト・ドア』にカメオ出演している。2008年、オマーンで撮影された『Pirates Blood』という一般向アクション・アドベンチャー映画に主演していると発表した。撮影は2週間で完了し、2008年冬に公開される予定だった。またレオーネはクリス・マリック製作によるオンライン・ポルノ産業の誕生を描く独立系映画『Middle Men』にキャスティングされた。この作品は2009年に広範囲の映画館で公開される事が決定している。
レオーネはインドの監督にかつてラブコールを送られ、ボリウッドでの仕事を真剣に考え、正当なギャラを提示したが、与えられた役に不満を持った。モーヒト・スーリー (Mohit Suri) 監督は彼の映画『Kalyug』に主演してくれるようレオーネに打診したが、100万ドルのギャラを工面できず役をディーパル・ショウ (Deepal Shaw) にまわしたと言われる。彼女はボリウッドで最も好きな俳優としてアーミル・カーンの名をあげている。

### テレビ

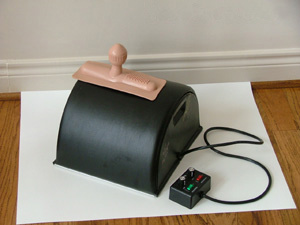
シビアンとアタッチメント

2005年にMTV IndiaのMTVアワードでレッドカーペットのリポーターを務めた。他にはE!の番組「Wild On!」やサンダンス映画祭の中継番組「After Dark」に出演している。
2007年の映画『デビー・ダズ・ダラス・アゲイン』では映画の撮影に加え、映画の制作と出演スターの私生活を詳述するショウタイムの同名のドキュメンタリー番組にも出演している。またハワード・スターンの番組には3回出演しているが、2008年の1月にはジョアンナ・エンジェルと出演し、シビアン（騎乗タイプの女性用オナニーマシン）に跨がった。
ポルノ女優の1群が投資に関する講習と訓練を受け、実業界における成功を競い合うフォックスのリアリティ番組「My Bare Lady」第2シーズン (2008年) の出場者だった。

### ミュージック・ビデオ
ジャ・ルールの「Livin It Up」やキッド・スキリーのミュージック・ビデオにも出演した。

### 雑誌・書籍
2005年、フォーブス誌のビビッド・エンターテインメントに関する記事で言及されている。
ロン・フレンド、ロブ・ヒル、マイケル・グレコ（写真）が2007年10月に出した大型豪華本『Naked Ambition: An R-rated Look at an X-rated Industry (ISBN 978-0979331404)』に登場している。

### 政治的活動
2004年にブッシュ大統領に抗議して陰毛（"bush" は女性の陰毛を意味する俗語でもある）を剃り落した数人の人気ポルノ女優からなる「ノーモア・ブッシュ・ガールズ」の1員であった。2008年5月、18-29歳を対象とした非営利・無所属の選挙人登録キャンペーン「Declare Yourself」のプロモーションビデオに出演した。

### イベント・その他
レオーネは2002年のSEMAインターナショナル・オート・サロン、2002年のエクストリーム・オートフェスト・ポモナ、ラスベガスで開催された2006年のワールド・シリーズ・オブ・ポーカーなどのイベントに出演した。
2007年、彼女はタイムズスクエア48丁目西と7番街において他のビビッド・ガールと一緒に高さ48フィート（約15m）の壁面広告看板に登場した。レオーネはPlayStation Portableのゲーム「Pocket Pool」に出演したペントハウス・ペットの1人である。

## 私生活
2006年6月、アメリカの国民になったが、カナダとの二重国籍者になる予定である。両性愛ではあるが、男性を好むと語っている。余暇には抽象画、乗馬、読書、World of Warcraftのプレイ、ザ・シンプソンズとディスカバリーチャンネルの視聴を楽しんでいる。カリフォルニアの女子サッカーリーグチームでプレイしている。休暇を過ごす好きな場所はハワイ、好きな料理はイタリアンである。
複数のインタビューにおいて、10年の内には結婚して家族を持ちたいと思っており、30歳になる頃には多分引退しているだろうと語った。サニーはプレイボーイエンタープライズのマーケティング担当副社長マット・エリクソンと婚約していたが、2008年に破局した。2008年12月現在、ビジネスパートナーであり、テラ・パトリックの夫エヴァン・サインフェルドがリーダーを務めるバンド「スパイダーズ」のギタリストでもあるダニエル・ウェーバーと交際している。カリフォルニア州ハリウッドに猫と共に住み、愛車アウディ・A5を駆ってドライブを楽しんでいる。

## 受賞
- 2010年 AVN Best All-Girl Group Sex Scene - 『Deviance』（エヴァ・アンジェリーナ、ティーガン・プレスリー、アレクシス・テキサスと共に）[68]
- 2010年 AVN Web Starlet of the Year[68]
- 2010年 PornstarGlobal 5 Star Award Winner

## 映画
- Raees (アイテムの女の子ライラメインライラ)
- ワダラの抗争 (アイテムの女の子ライラ)